# Desa Kalibaru Kulon
Desa Kalibaru Kulon är en administrativ by i Indonesien.   Den ligger i provinsen Jawa Timur, i den sydvästra delen av landet, 800 km öster om huvudstaden Jakarta.